# Rowan Atkinson Live
Rowan Atkinson Live – brytyjski średniometrażowy film telewizyjny z 1992 roku, stanowiący zapis występów Rowana Atkinsona (z towarzyszeniem Angusa Deaytona) w teatrze uniwersyteckim w Bostonie w 1991 roku. Zaprezentował on tam 12 monologów, skeczy i pantomim, stanowiących najciekawsze fragmenty jego programów scenicznych z lat 80., z którymi jeździł po Wielkiej Brytanii. Ich autorami byli oprócz Atkinsona scenarzyści Richard Curtis i Ben Elton. Opiekę reżyserską nad spektaklem sprawował Thomas Schlamme. 
Program utrzymany jest w konwencji stand-upowej. W Polsce został wydany na dwóch płytach DVD lub VCD do wyboru i dołączony do tygodnika telewizyjnego TV Okey!. Polskie wydanie zostało podzielone na dwa odcinki. 

## Układ programu
1. A Warm Welcome (Ciepłe powitanie)

Monolog Atkinsona, w którym wciela się w rolę diabła, który tonem przewodnika wycieczek wita w piekle kolejną grupę grzeszników. Przy okazji zdradza, jakie są kategorie grzechów i wyznawcy której religii mieli rację...
2. Fatal Beatings (Śmiertelne pobicia)

Skecz, w którym dyrektor szkoły (Atkinson) odbywa rozmowę z ojcem (Deayton) jednego z uczniów sprawiających kłopoty wychowawcze. Zaskoczony tatuś dowiaduje się, że dyrektor postanowił ukarać jego syna chłostą, której ten nie przeżył.
3. And Now From Nazareth, The Amazing... (A teraz z Nazaretu, niesamowity...)

Monolog parodiujący specyficzny styl, w którym napisana została Biblia. Atkinson w stroju duchownego czyta fragment Ewangelii mówiący o słynnym cudzie w Kanie Galilejskiej, wzbogacony o wiele nieznanych dotąd szczegółów. Według tej wersji, zebrani goście nie wzięli Jezusa za Syna Bożego, lecz za znakomitego młodego iluzjonistę i komika. 
4. Invisible Man (Niewidzialny człowiek)
 
Podczas tej części programu Deayton czyta spoza sceny opowieść wyjątkowo złośliwego niewidzialnego człowieka, który ma w zwyczaju dokuczać pasażerom metra. Równocześnie na scenie Atkinson wykonuje ilustrującą tę historię pantomimę, w której wciela się w postać jednej z ofiar złośliwca.
5. The Good Loser (Dobry przegrany)

Skecz rozgrywający się podczas rozdania ważnych nagród teatralnych. Atkinson gra aktora, który pomimo nominacji przegrał wyścig o statuetkę ze swoim scenicznym partnerem, nieobecnym na ceremonii. Odbiera w jego imieniu nagrodę, przy okazji nie szczędząc zwycięzcy i jurorom złośliwych uwag.
6. Elementary Dating (Podstawy randkowania)

Nauczyciel akademicki (Deayton) wygłasza wykład poświęcony najważniejszym zagadnieniom z dziedziny randek: jak należy zachować się w domu dziewczyny, jak w restauracji, jak na dyskotece itd. Atkinson wykonuje ilustrującą wykład pantomimę. 
7. Guys After The Game (Chłopaki po meczu)

Monolog z Atkinsonem w roli właściciela indyjskiej restauracji, do której zawitała grupa mocno podpitych kibiców wracających z meczu. Choć zachowują się w sposób daleki od zasad kultury osobistej, Hindus stara się zachować wobec nich pełną galanterię.
8. It Started With A Sneeze (Zaczęło się od kichnięcia)

Rozgrywająca się w kościele scenka, w której pragnącemu modlić się w skupieniu mężczyźnie (Deayton) nieustannie przeszkadza jego niesforny sąsiad z ławki (Atkinson)
9. With Friends Like These... (Z takimi przyjaciółmi...)

Cykl trzech krótkich monologów Atkinsona, których bohaterowie uczestniczą w tym samym weselu. Jako pierwszy głos zabiera udzielający ślubu kapłan, potem drużba pana młodego, a wreszcie ojciec panny młodej.
10. Pink Tights & Plenty of Props (Różowe pończochy i mnóstwo rekwizytów)

Nauczyciel z pewnej szkoły (Deayton) zaprosił na swoje zajęcia Jeremy'ego Ironsa, który w ostatniej chwili musiał jednak odwołać wizytę. Zamiast niego na lekcji pojawia się miejscowy aktor (Atkinson), który przygotował dość oryginalną prelekcję na temat teatru i ilustruje ją własną pantomimą.
11. Tom, Dick and Harry (Tom, Dick i Harry)

Atkinson wciela się w rolę księdza wygłaszającego mowę pożegnalną na pogrzebie swoich trzech parafian, których połączyła niepełnosprawność i szczera przyjaźń.
12. No One Called Jones (Nikt o nazwisku Jones)

Monolog z Atkinsonem w roli nauczyciela sprawdzającego listę obecności na zajęciach. Istota żartu polega na tym, iż wszyscy uczniowie mają dziwaczne nazwiska, w większości przywołujące bardzo sprośne skojarzenia.